# Академія наук
Академія наук — форма організації науки, яка широко
розповсюджена у світі і являє собою в своїх різновидах поєднання університетів, науково-дослідних установ, не пов'язаних з
процесом навчання, та співтовариства видатних вчених і
фахівців, які утворюють інститут членів Академії.
Заснована у 1993 р. Міжакадемічна група з міжнародних проблем (IAP), яка взяла на себе функції
об'єднання національних, регіональних та глобальних
академій. Національні академії наук представлені в IAP за
принципом одна країна — одна Академія наук. Базовою
організацією для IAP була Академія наук країн третього
світу, яка функціонує в рамках однієї з програм ЮНЕСКО з
2012 р. отримала сучасну назву — Академія наук для розвитку науки в країнах, що розвиваються (WAS). За статутом ІАР повинна виступати в ролі незалежного
міжнародного форуму, що об'єднує академії наук різних країн з метою стимулювання співробітництва між ними, обговорення наукових аспектів глобальних проблем, надання взаємної підтримки академіями наук тощо.

## Національні академії наук
Національні академії наук або їх аналоги, з урахуванням
відомостей, які є на сайтах IAP та її регіональних партнерів, існують в 114 країнах світу, у тому числі: в Східній Європі — 29, Західній Європі — 19, Північній Америці — 2,
Центральній і Південній Америці — 16, Азії — 24, Австралії і
Океанії — 2, Африці — 22. До цієї кількості включені академії
наук, які мають власний вебсайт, а також ті, про які відомо
з різних вебресурсів.
В Україні Академія наук — державна наукова організація, вища самоврядна наукова установа, загальна або галузева, найвище некомерційне об'єднання науковців. Може об'єднувати спеціалістів як з різних наук, так і з окремих галузей. Існують державні та громадські академії.
Приклади:
- Німецька національна академія наук Леопольдина (1652)
- Лондонське королівське товариство (1660)
- Французька академія наук (1666)
- Російська академія наук (1724)
- Шведська королівська академія наук (1739)
- Лісабонська академія наук (1779)
- Іспанська королівська академія точних, фізичних і природничих наук (1847)
- Національна академія наук США (1863)
- Академія наук Японії (1879)
- Національна академія наук України (1918)
- Національна академія наук Білорусі (1929)
- Китайська академія наук (1949)
- Польська академія наук (1951)
- Ізраїльська академія природничих і гуманітарних наук (1961)
- Академія наук Чеської Республіки (1992)